# Peñón de Alhucemas
Le Peñón de Alhucemas (rocher d'Alhucemas ou rocher d'Al Hoceïma), encore appelé par les Rifains du nord du Maroc île de Nekkor, est une petite île méditerranéenne au large des côtes du Maroc, qui constitue une des quatre territoires de souveraineté espagnoles. 
Outre l'île elle-même, y sont rattachés deux îlots inoccupés : l'isla de Mar (« île de Mer ») et l'isla de Tierra (« île de Terre ») ; l'ensemble forme les îles Alhucemas. L'île est située à 800 m au large du Maroc, face à la ville d'Al Hoceïma (en espagnol Alhucemas, autrefois Villa Sanjurjo), à 155 km à l'est de Ceuta et 100 km à l'ouest de Melilla.
Comme les autres plazas de soberanía, elle est revendiquée par le Maroc qui la considère comme étant occupée.

## Description

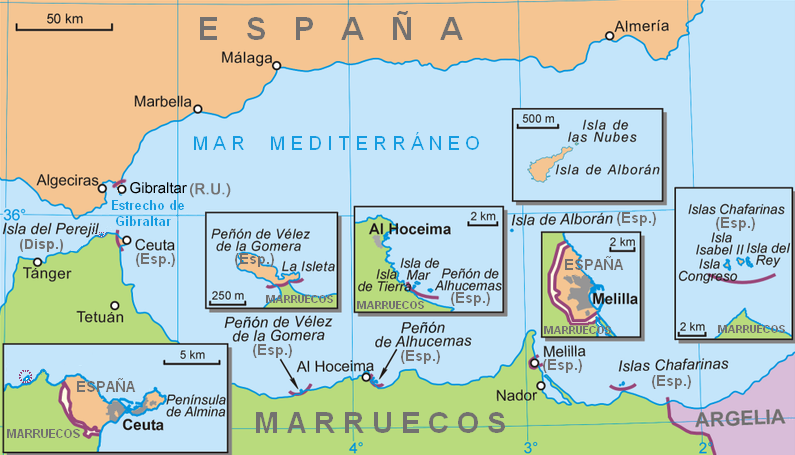
Les territoires espagnols en Afrique.

Administrativement, l'île est rattachée à Melilla.
Le Peñón de Alhucemas est un rocher long de 170 m, large de 85 m haut de 27 m, avec une superficie de 15 ha. Il est situé à 800 m de la côte et est occupée par un fort, quelques maisons et une église construits à différentes époques.
L'île de Mer est un îlot plat, de 4 m de hauteur. L'île de Terre est une plateforme rocheuse haute de 11 m.

## Histoire
La présence espagnole remonte à 1559 : plusieurs territoires furent concédés à l'Espagne par le sultan saadien Moulay Abdallah al-Ghalib Billah, en échange d'une assistance contre les armées turques.
Le 28 août 1673, Charles II, roi d'Espagne, y envoya une garnison. La souveraineté espagnole a été permanente depuis lors.

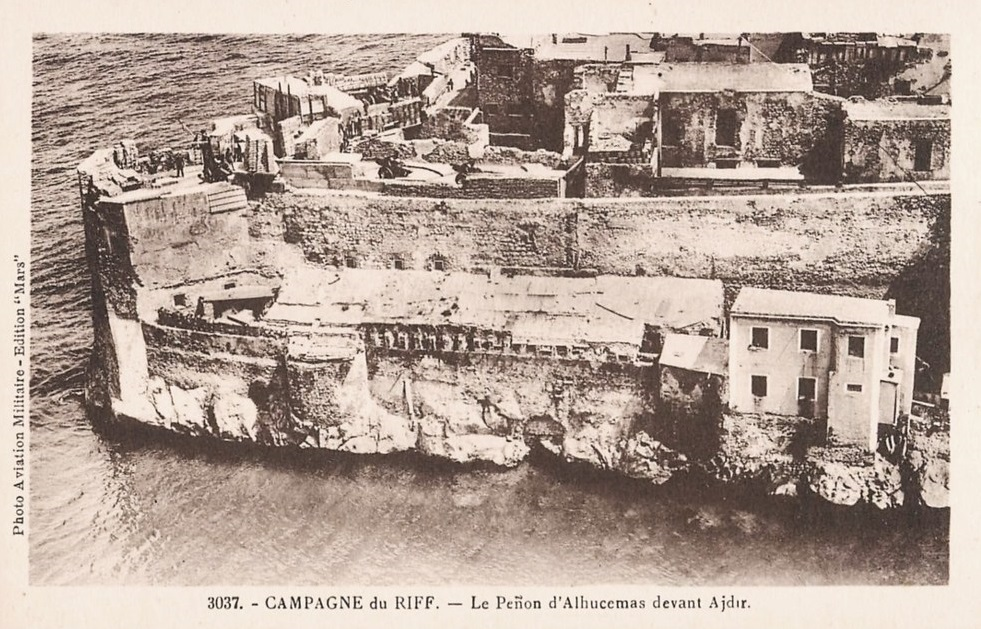
Le Peñón durant la Guerre du Rif

Les îles sont situées non loin des points d'atterrissage utilisés par la France et l'Espagne en 1925 pendant la Guerre du Rif.
La souveraineté espagnole est contestée par le Maroc.
Au début du siècle, le rocher était habité par près de 400 personnes (bagnards compris) et comptait de nombreux commerces.
Proclamée colonie espagnole en 1885, son statut évoluera en 1956, ou l'île rejoindra les plazas de soberania Espagnoles. 
Aujourd'hui, le fort accueille quelque 350 militaires.